# Юзвяк, Чеслав
Че́слав Ю́звяк (пол. Czesław Jóźwiak, 7 июля 1919, Лажин, Куявско-Поморское воеводство — 24 августа 1942, Мюнхенская площадь, Дрезден) — блаженный Римско-католической церкви, мученик, мирянин. Входит в число 108 блаженных польских мучеников, беатифицированных римским папой Иоанном Павлом II во время его посещения Варшавы 13 июня 1999 года.

## Биография
Закончил Салезианский Ораторий в Познани. Был председателем конспиративной организации «Добровольческая армия западных территорий» (пол. «Wojsko Ochotnicze Ziem Zachodnich»), поддерживавшей во время немецкой оккупации Польши контакт с более крупной «Национальной боевой организацией» (пол. «Narodowa Organizacja Bojowa»).
Арестован Гестапо 23 сентября 1940 года. 16 ноября 1940 года его препроводили в берлинскую тюрьму Neukölln, потом — в тюрьму города Цвикау. Был расстрелян в Дрездене 24 августа 1942 года.

## Прославление
13 июня 1999 года был беатифицирован римским папой Иоанном Павлом II вместе с другими польскими мучениками Второй мировой войны.
День памяти — 12 июня.

## Источник
- Marian Orłoń: Wierni do końca: nowi błogosławieni w Rodzinie Salezjańskiej. Wrocław: Wydaw. Współpracowników ks. Bosko: nakł. Towarzystwa Salezjańskiego Prowincji św. Jana Bosko, 1999